# أدوبي ديمنشن
أدوبي ديمنشن (بالإنجليزية: Adobe Dimension)‏، المعروف سابقًا باسم (Project Felix)، هو برنامج عرض وتصميم ثلاثي الأبعاد تم تطويره ونشره بواسطة أدوبي لأنظمة تشغيل ماك أو إس ومايكروسوفت ويندوز.

## التاريخ
تم تأسيسه باسم Project Felix في 28 مارس 2017، وأصبح أدوبي ديمنشن في 18 أكتوبر 2017.
في أبريل 2019، تحولت أدوبي إلى محرك العرض ثلاثي الأبعاد الخاص بها المسمى Adobe Rendering Engin، مع إصدار ديمنشن CC2.2، وذكر أنه يمكن النظر في دعم محركات العرض الخارجية في مستقبل.
في عام 1993، كان لدى أدوبي برنامج مشابه يسمى Adobe Dimensions، والذي تخصص في الأعمال الفنية ثلاثية الأبعاد. لقد استمر فقط بضع سنوات من الدعم وحقق مبيعات أقل مقارنةً بـ أدوبي إليستريتور وأدوبي فوتوشوب، وتم إيقافه بسرعة.
في 23 يونيو 2021، تم إيقافه أدوبي ديمنشن وتم استبداله بـ Adobe Substance 3D Stager، والذي لم يتم تضمينه في خطة أدوبي كريتيف كلاود ويجب شراؤه بشكل منفصل.